# Luca Marenzio

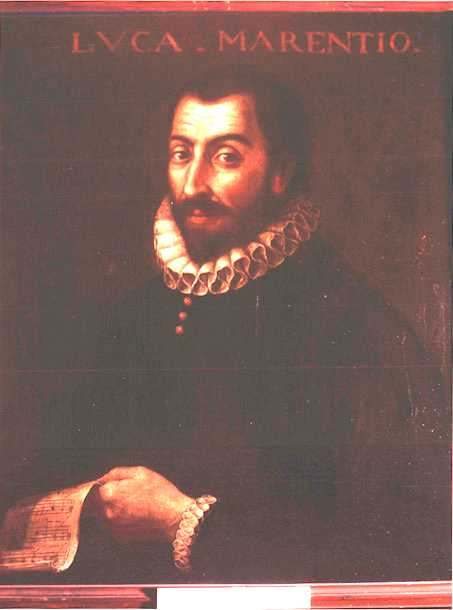
Luca Marenzio.

Luca Marenzio, född på 1550-talet i Coccaglio, nära Brescia, död den 22 augusti 1599 i Rom, var en italiensk tonsättare.
Marenzio var omkring 1584 kapellmästare hos kardinal Este, därefter hos kung Sigismund III i Polen, slutligen organist i påvliga kapellet i Rom. Enligt sägen dog han till följd av olycklig kärlek till en kardinal Aldobrandinis släkting, vars hand vägrades honom. 
Marenzio anses som den främste kompositören av madrigaler och kallades av sin samtid 'Il piu dolce cigno ("den ljuvaste svan"). Hans tonsats närmar sig märkligt den moderna tonaliteten genom sina för hans tid ovanligt många kromatiska tonsteg. Han skrev en mängd böcker 4-6-stämmiga madrigaler, flera gånger åter upplagda, vidare motetter, antifonier, villaneller med mera. I modern notation finns stycken av honom i Proskes "Musica divina", Chorons "Principes de composition" med flera.